# No Hiding Place
No Hiding Place (1959-1967) was een Britse politieserie met 236 afleveringen.  Detective Chief Superintendent Tom Lockhart (Raymond Francis) van Scotland Yard lost allerlei zaken op waaraan een crimineel tintje zit, hij werd daarbij geassisteerd door Detective Sergeant Harry Baxter (Eric Lander).

## Voorgeschiedenis
Voorloper van deze serie in 1957 was Murder Bag (57 afleveringen), in 1959 werd de naam Crime Sheet (16 afleveringen). In beide series speelde Francis de rol van Tom Lockhart. Vanaf 1959 luidde de titel No Hiding Place. De serie werd gemaakt met medewerking van Scotland Yard.